# Sietske Brüning
Pour les articles homonymes, voir Brüning.
Sietske Brüning née le 8 décembre 2003, est une joueuse néerlandaise de hockey sur gazon. Elle évolue au poste de milieu de terrain au HC Klein Zwitserland et avec l'équipe nationale néerlandaise.

## Carrière
- Elle a fait ses débuts en équipe première le 8 avril 2022 contre l'Inde à Bhubaneswar lors de la Ligue professionnelle 2021-2022[1].

## Palmarès
- : 2e à la Ligue professionnelle 2021-2022.